# USS LST-849
O USS LST-849 foi um navio de guerra norte-americano da classe LST que operou durante a Segunda Guerra Mundial.